# 小碧站
小碧站是贵阳轨道交通2号线的地铁车站，位于中华人民共和国贵州省贵阳市南明区机场路与见龙洞路交叉口西侧，于2021年4月28日开通。

## 车站结构
小碧站沿机场路呈东西向设置，为地下二层岛式站台车站，车站长205.5米，宽19.9米，车站地下一层为站厅层，地下二层为站台层。
| 地面              | 出入口 | A、B、C、D出入口                                                                                              |
| 地下一层          | 站厅   | 客服中心、自动售票机、验票机                                                                                  |
| 地下二层          | 站台   | \| \| \| █ 2号线往中兴路（云盘） \| \| 島式 · 開左邊车门 \| \| \| \| \| \| █ 2号线往白云北路（龙洞堡机场） \| |
|                   |        | █ 2号线往中兴路（云盘）                                                                                       |
| 島式 · 開左邊车门 |        | |
|                   |        | █ 2号线往白云北路（龙洞堡机场）                                                                               |

## 车站出口
小碧站共有4个出入口，各出口及周围设施如下所示：
| 编号                | 出入口信息                                         | 照片 | 无障碍设施 |
| ------------------- | -------------------------------------------------- | ---- | ---------- |
| A · 出口 · （设有） | 机场路，见龙洞路                                   |      |            |
| B · 出口            | 机场路                                             |      | 不適用     |
| C · 出口            | 机场路，多彩贵州城                                 |      | 不適用     |
| D · 出口 · （设有） | 机场路，见龙洞路，小碧乡人民政府，贵阳极地海洋世界 |      |            |
| 图例： 设有         |                                                    |      |            |

## 历史
本站工程名与正式名均为小碧站，站名来自车站所处的小碧村。
- 2019年9月27日，车站主体结构封顶[2]。
- 2021年4月28日，车站随2号线工程通车开通[1]。